# Скупски големи бани
Скупски големи бани (на македонска литературна норма: Скупски големи бани) е археологически обект, римски бани (терми) в античния град Скупи, край Скопие, Северна Македония.

## Местоположение
Големите бани са източно от главната улица кардо максимус и датират от II – V век.

## Описание
Баните имат студено, хладко и топло помещение, както и атриум и са загрявани с хипокаустна система.